# Darryl Byrd
Darryl Byrd (9 de março de 1960) é um ex-jogador profissional de futebol americano estadunidense.

## Carreira
Darryl Byrd foi campeão da temporada de 1983 da National Football League jogando pelo Los Angeles Raiders, cuja denominação atual é  Oakland Raiders.